# PMIC

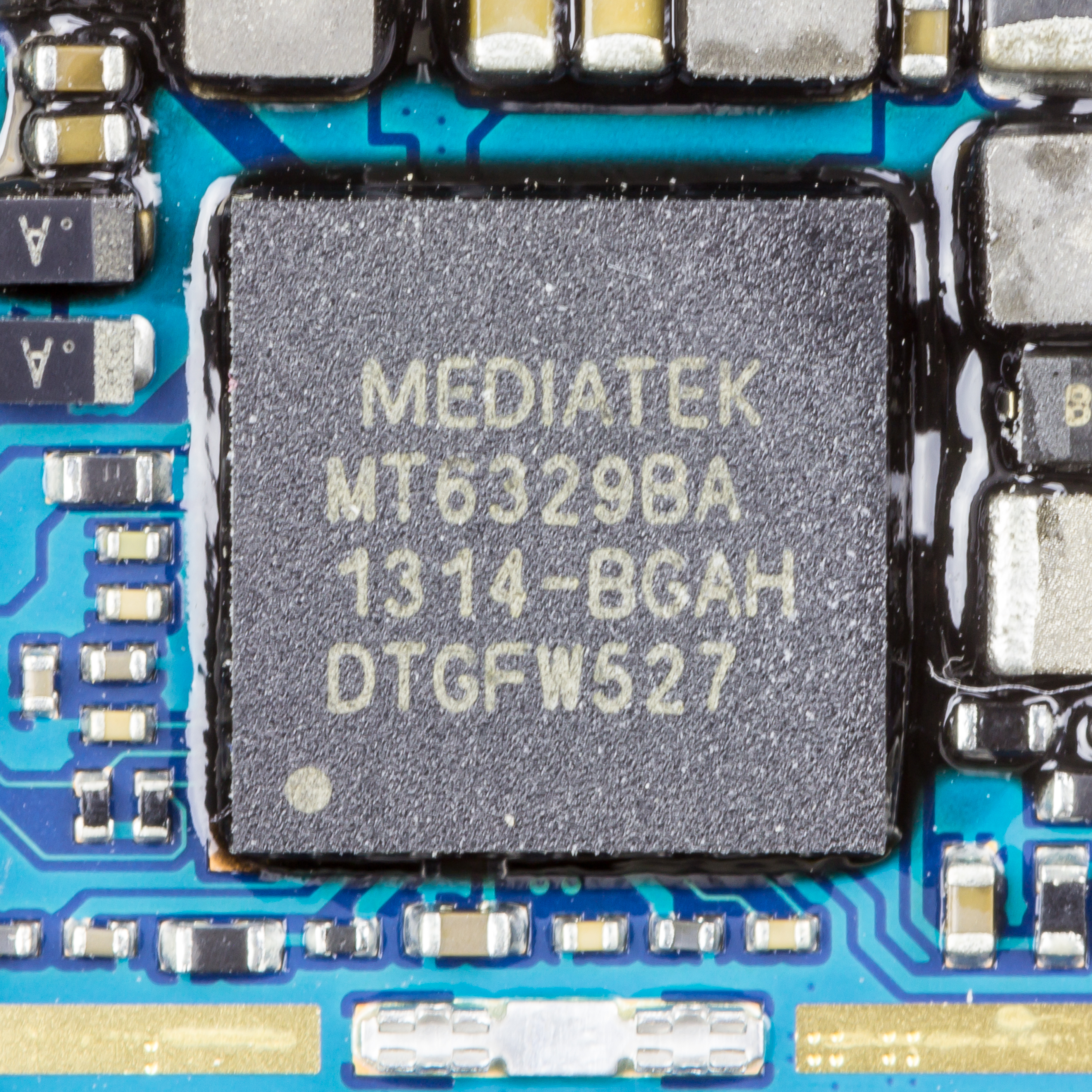
FIg.1 Exemple d'un PMIC soldat en una PCB.

PMIC (acrònim de Power management integrated circuits) és un circuit integrat la funcionalitat del qual és la gestió del subministrament de potència elèctrica. Els PMIC van soldats damunt un substracte anomenat PCB i van acompanyats d'altres components electrònics passius (resistències, condensadors i inductors).

## Aplicacions
Els PMIC s'apliquen en productes electrònics d'alta densitat d'integració (telèfons i tauletes mòbils) amb les següents funcionalitats :

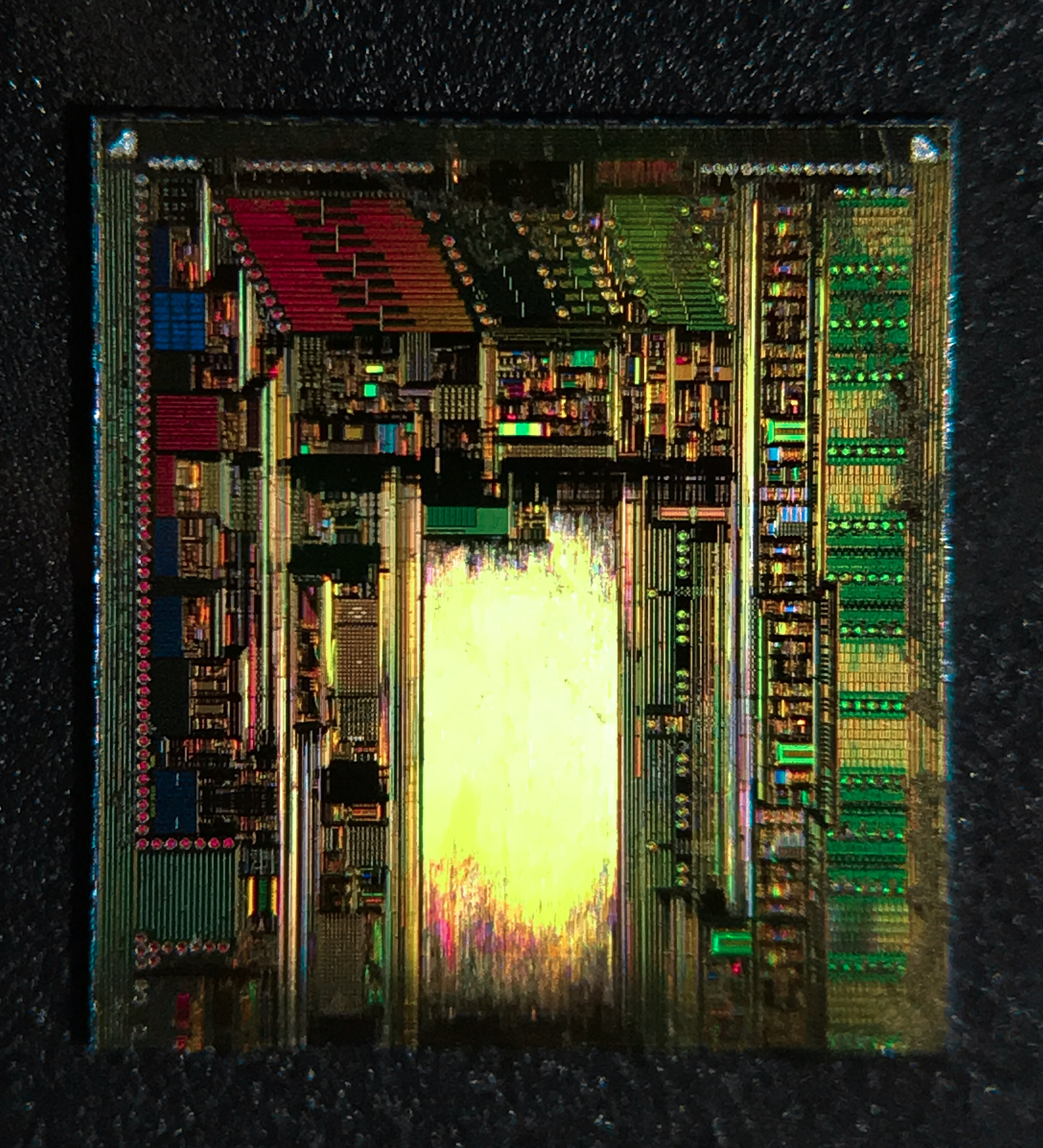
Fig.2 Exemple d'IC de la casa Dialog Semiconductor (imatge del Dau (circuit integrat)).

- Convertidors DC/DC.
- Carregadors de bateries.
- Fig.2 Exemple d'IC de la casa Dialog Semiconductor (imatge del Dau (circuit integrat)).Selecció de fonts d'alimentació múltiples.

## Fabricants
Els més representatius :
Samsung Semiconductor, STMicroelectronics, Intel, Marvell Semiconductor, Qualcomm, MediaTek, IXYS, Freescale Semiconductor, Dialog Semiconductor, Silicon Mitus, Exar, International Rectifier, Intersil, Maxim Integrated Products, Linear Technology, Renesas Electronics, Rohm Semiconductor, ON Semiconductor, i Texas Instruments.